# Andrew Bevin
Andrew Francis Bevin (Napier, 16 maggio 1992) è un calciatore neozelandese, attaccante del Miramar Rangers.

## Carriera

### Club
Ha esordito nel 2009 con l'Hawke's Bay United.

### Nazionale
Nel 2011 viene convocato dalla nazionale Under-20 neozelandese per prendere parte al campionato mondiale di categoria.